# Ko Kyu-pil
Ko Kyu-pil (en hangul, 고규필; hanja: 高圭弼; RR: Go Gyupil), es un actor surcoreano.

## Biografía
Estudió en la Universidad Chung-Ang.
En julio de 2021 como medida de prevención se realizó una prueba de COVID-19, luego de que un extra de la serie El afecto del rey diera positivo, poco después se anunció que su prueba dio negativo.

## Carrera
Fue miembro de la agencia Allum Management (매니지먼트 오름).
En enero de 2016 se unió al elenco recurrente de la serie One More Happy Ending donde interpretó a Na Hyun-ki, un reportero y fotógrafo de la revista de chismes "Masspunch".
En junio del mismo año se unió al elenco recurrente de la serie Squad 38 (también conocida como "Fraud Task Force 38") donde dio vida a Jung Ja-wang alias "Keyboard", un miembro de la unidad 38 Revenue Collection.
A finales de 2019 se unió al elenco recurrente de la serie Aterrizaje de emergencia en tu corazón, donde interpretó a Hong Chang-sik, el estresado director del equipo de Yoon Se-ri (Son Ye-jin) que, junto con Park Su-chan (Im Chul-soo), intenta encontrar el paradero de Se-ri después de su desaparición.
En mayo de 2020 se unió al elenco recurrente de la serie Dinner Mate, donde dio vida a Park Jin-kyoo, el líder del equipo de planificación de "2N BOX".
El 9 de junio del mismo año apareció por primera como invitado durante el primer episodio de la serie La novata de la calle, donde interpretó a Oh Yo-han, un youtuber que transmite desde la tienda de conveniencia en la que trabaja.
Ese mismo año se unió al elenco recurrente de la serie Kairos, donde dio vida a Kim Jin-ho, uno de los involucrados en el secuestro de Kim Da-bin.

## Filmografía

### Series de televisión
| Año     | Título                                 | Personaje                            | Notas                       | Ref.                 |
| ------- | -------------------------------------- | ------------------------------------ | --------------------------- | -------------------- |
| 2004    | Full House                             | -                                    |                             |                      |
| 2004    | Sweet 18                               | Trabajador                           |                             |                      |
| 2004    | Immortal Admiral Yi Sun-sin            | Dol-soe                              |                             |                      |
| 2006    | Seoul 1945                             | Park Chang-joo (de joven)            |                             |                      |
| 2006    | The Invisible Man                      | -                                    |                             |                      |
| 2006    | Hwang Jini                             | -                                    |                             |                      |
| 2007    | Crazy for You                          | Cha Yeon-doo                         |                             |                      |
| 2007    | Mackerel Run                           | Jang Dong-gun                        |                             |                      |
| 2008    | Painter of the Wind                    | Pintor                               | Aparición especial          |                      |
| 2009    | Empress Cheonchu (The Iron Empress)    | Eunuco Jang Myung-kil                |                             |                      |
| 2009    | TV Novel: Glory of Youth               | Han Shim                             |                             |                      |
| 2012    | Lovers of Haeundae                     | Yang Ga-jun                          |                             |                      |
| 2013    | Prime Minister & I                     | Guardaespaldas                       |                             |                      |
| 2014    | Illegal Parking                        | Park Ho-shik                         | Drama Special - 1 episodio  |                      |
| 2014    | Marriage, Not Dating                   | -                                    | Aparición especial, ep. 13  |                      |
| 2015    | Splash Splash Love                     | Maestro de Dan-bi / Eunuco de Lee Do |                             |                      |
| 2015    | The Jingbirok: A Memoir of Imjin War   | Eunuco Hong                          |                             |                      |
| 2015    | Hello Monster                          | Park Soo-yong                        | Aparición especial, ep. 9   |                      |
| 2015    | D-Day                                  | Dr. Yoo Myung-hyun                   |                             |                      |
| 2015    | The Merchant: Gaekju 2015              | Bo Bu-sang                           |                             |                      |
| 2016    | Moorim School: Saga of the Brave       | -                                    |                             |                      |
| 2016    | One More Happy Ending                  | Na Hyun-ki                           |                             |                      |
| 2016    | Devil's Diary                          | Si-jong                              |                             |                      |
| 2016    | Another Miss Oh                        | Repartidor de Comida China           | Aparición especial, ep. 3   |                      |
| 2016    | Squad 38                               | Jung Ja-wang ("Keyboard")            |                             |                      |
| 2016    | One More Time                          | Cliente para canción                 |                             |                      |
| 2016    | Legend of the Blue Sea                 | Guardaespaldas                       | Aparición especial, ep. 9   |                      |
| 2016    | 7 First Kisses                         | Hombre con el bastón                 | Aparición especial, ep. 7   |                      |
| 2017    | The Picnic Day                         | Deok-man                             | Drama Stage - 1 episodio    | [ 7 ]                |
| 2017    | The Universe's Star                    | Mánager Go                           |                             |                      |
| 2017    | Please Find Her                        | Ko Kyu-pil                           |                             |                      |
| 2018    | My First Love                          | Maestro                              |                             |                      |
| 2018    | Partners for Justice 2                 | Jung Sung-joo                        |                             | [ 8 ]                |
| 2018    | Life on Mars                           | Mr. Yang                             |                             |                      |
| 2018    | The Beauty Inside                      | Han Se-gye                           | Aparición especial, ep. 2   |                      |
| 2019    | The Fiery Priest                       | Oh Yo-han                            |                             | [ 9 ]                |
| 2019    | Mother of Mine                         | Oficial de Policía                   | Aparición especial, ep. 1   |                      |
| 2019    | Partners for Justice 2                 | Jung Sung-joo                        |                             |                      |
| 2019    | Vagabond                               | Park Kwang-deok                      |                             |                      |
| 2019-20 | Aterrizaje de emergencia en tu corazón | Hong Chang-sik                       |                             |                      |
| 2020    | The Cursed                             | Prof. Tak Jung-hoon                  |                             | [ 10 ]               |
| 2020    | Dinner Mate                            | Park Jin-kyoo                        |                             |                      |
| 2020    | Backstreet Rookie                      | Oh Yo-han                            | Aparición especial, ep. 1-2 |                      |
| 2020    | Kairos                                 | Kim Jin-ho                           |                             | [ 11 ]               |
| 2020    | Times                                  | CEO de Ark Communication             | Aparición especial, ep. 1   |                      |
| 2021    | Navillera                              | Aprendiz de Ballet                   | Aparición especial, ep. 12  |                      |
| 2021    | Lovers of the Red Sky                  | Chung Ji-ki                          |                             |                      |
| 2021    | El afecto del rey                      | Eunuco Hong                          |                             |                      |
| 2022    | Crazy Love                             | Joo Jun-pal                          |                             | [ 12 ]               |
| 2022    | Showtime Begins!                       | Ma Dong-cheol                        |                             | [ 13 ]               |
| 2023    | Llámalo amor                           | Empleado del mercado                 | Aparición especial          |                      |
| 2023    | Heartbeat                              | Park Dong-seop                       |                             | [ 14 ]               |
| 2023    | La canción de los bandidos             | Han Tae-ju                           |                             | [ 15 ]               |
| 2024    | Hablando con franqueza                 | Yoon Ji-hoo                          |                             | [ 16 ] [ 17 ] [ 18 ] |

### Películas
| Año   | Título                            | Personaje                      | Notas                                                                   | Ref.          |
| ----- | --------------------------------- | ------------------------------ | ----------------------------------------------------------------------- | ------------- |
| 1993  | Kid Cop                           | Sang-hoon                      |                                                                         |               |
| 2002  | RU Ready?                         | Amigo de Kang-jae              |                                                                         |               |
| 2003  | Once Upon a Time in a Battlefield | Príncipe de Baekje             |                                                                         |               |
| 2006  | Lost In Love                      | Chang-geun                     |                                                                         |               |
| 2006  | Family Ties                       | Amigo de Chae-hyun             |                                                                         |               |
| 2006  | Gangster High                     | Na Sang-shik                   |                                                                         |               |
| 2006  | Who Slept with Her                | Lobo #2                        |                                                                         |               |
| 2008  | A Secret Scandal                  | Seok-bae                       |                                                                         |               |
| 2008  | Baby & I                          | Ki-seok                        |                                                                         |               |
| 2009  | Mother                            | Ddong Ddong                    |                                                                         |               |
| 2011  | Little Black Dress                | Yu-shin                        |                                                                         |               |
| 2012  | Nameless Gangster: Rules of Time  | Miembro del Camión de Bomberos |                                                                         |               |
| 2013  | Fasten Your Seatbelt              | Mánager de Ma Joon-gyu         |                                                                         |               |
| 2014  | Intruder                          | Jae-young                      |                                                                         |               |
| 2014  | My Love, My Bride                 | Jeong-jin                      |                                                                         |               |
| 2015  | Veteran                           | Oficial de la Policía          |                                                                         |               |
| 2015  | The Beauty Inside                 | Kim Woo-jin #108               |                                                                         |               |
| 2016  | Boy Meets Girl                    | Padre de Woo-young             |                                                                         |               |
| 2016  | I Miss You                        | Padre de Woo-young             |                                                                         |               |
| 2017  | The Uncle                         | Kim                            |                                                                         |               |
| 2017  | Real                              | Hombre calvo                   |                                                                         |               |
| 2017  | Marionette                        | Detective Moon                 |                                                                         |               |
| 2018  | Memento Mori                      | Chi-sub                        |                                                                         |               |
| 2018  | On Your Wedding Day               | Gu Gong-ja                     |                                                                         |               |
| 2018  | The Soul-Mate                     | Bong-goo                       |                                                                         |               |
| 2019  | Romang                            | Cheon-ga (de joven)            |                                                                         |               |
| 2019  | A Little Princess                 | Dong-kwang                     |                                                                         |               |
| 2020  | Honest Candidate                  | Reportero Hwang                |                                                                         |               |
| 2020  | Count                             | Man-deok                       |                                                                         | [ 19 ] [ 20 ] |
| 2020  | Lucky Monster                     | Empleado de Nonghyup           |                                                                         |               |
| 2021  | Sweet & Sour                      | Médico Residente               |                                                                         |               |
| 2021  | The Cursed: Dead Man’s Prey       | Prof. Tak Jung-hoon            | Junto a Uhm Ji-won, Jung Ji-so, Jung Moon-sung Oh Yoon-ah y Kim In-kwon | [ 21 ]        |
| 2021  | Stella                            | Cheol-gu                       | Aparición especial                                                      | [ 22 ]        |
| 2023  | The Roundup: No Way Out           | Cho Rong-i                     |                                                                         | [ 23 ] [ 24 ] |
| Próx. | Mismatch                          | Man-soo                        |                                                                         | [ 25 ]        |

### Programas de variedades
| Año  | Título                     | Notas                              |
| ---- | -------------------------- | ---------------------------------- |
| 2017 | Life Bar                   | (ep. 26) - invitado                |
| 2019 | Trans-Siberian Pathfinders | 9 episodios - miembro              |
| 2020 | K-Ocean Pathfinders        | miembro                            |
| 2021 | Busted! 3                  | (ep. 2-3, 6) - invitado recurrente |

## Premios y nominaciones
| Año  | Premio                | Categoría                                         | Trabajo                | Resultado |
| ---- | --------------------- | ------------------------------------------------- | ---------------------- | --------- |
| 2019 | 38th MBC Drama Awards | Best Supporting Cast in Monday-Tuesday Miniseries | Partners for Justice 2 | Nominado  |
| 2019 | 27th SBS Drama Awards | Best Supporting Team                              | The Fiery Priest       | Ganaron   |
| 2020 | 39th MBC Drama Awards | Best Supporting Actor                             | Kairos                 | Nominado  |